# Anisodes vineotincta
Anisodes vineotincta là một loài bướm đêm trong họ Geometridae.